# La Bête à Maît' Belhomme
Pour les articles homonymes, voir Belhomme.
La Bête à Maît' Belhomme est une nouvelle de Guy de Maupassant, parue en 1885.

## Historique
La Bête à Maît' Belhomme est une nouvelle écrite par Guy de Maupassant et publiée initialement dans le quotidien Gil Blas du 22 septembre 1885, avant d'être reprise dans le recueil Monsieur Parent.

## Résumé
Un jour où plusieurs personnes montèrent dans une roulotte, un homme nommé Maître Belhomme grimaça tout en tenant un mouchoir contre son oreille. Il y a les autres personnes dont un curé, un instituteur, Maître Rabot et maître Caniveau lui demandèrent ce qu'il avait.
Ses compagnons de voyage apprennent qu'il est persuadé qu'une bête est entrée par son oreille et est en train de lui manger le cerveau. Au long du voyage, un débat apparaîtra pour savoir quelle bête lui mangea le cerveau (chenille, araignée, mouche…). Le voyage ne va pas être facile pour Maître Belhomme qui pousse des cris de plus en plus horribles.

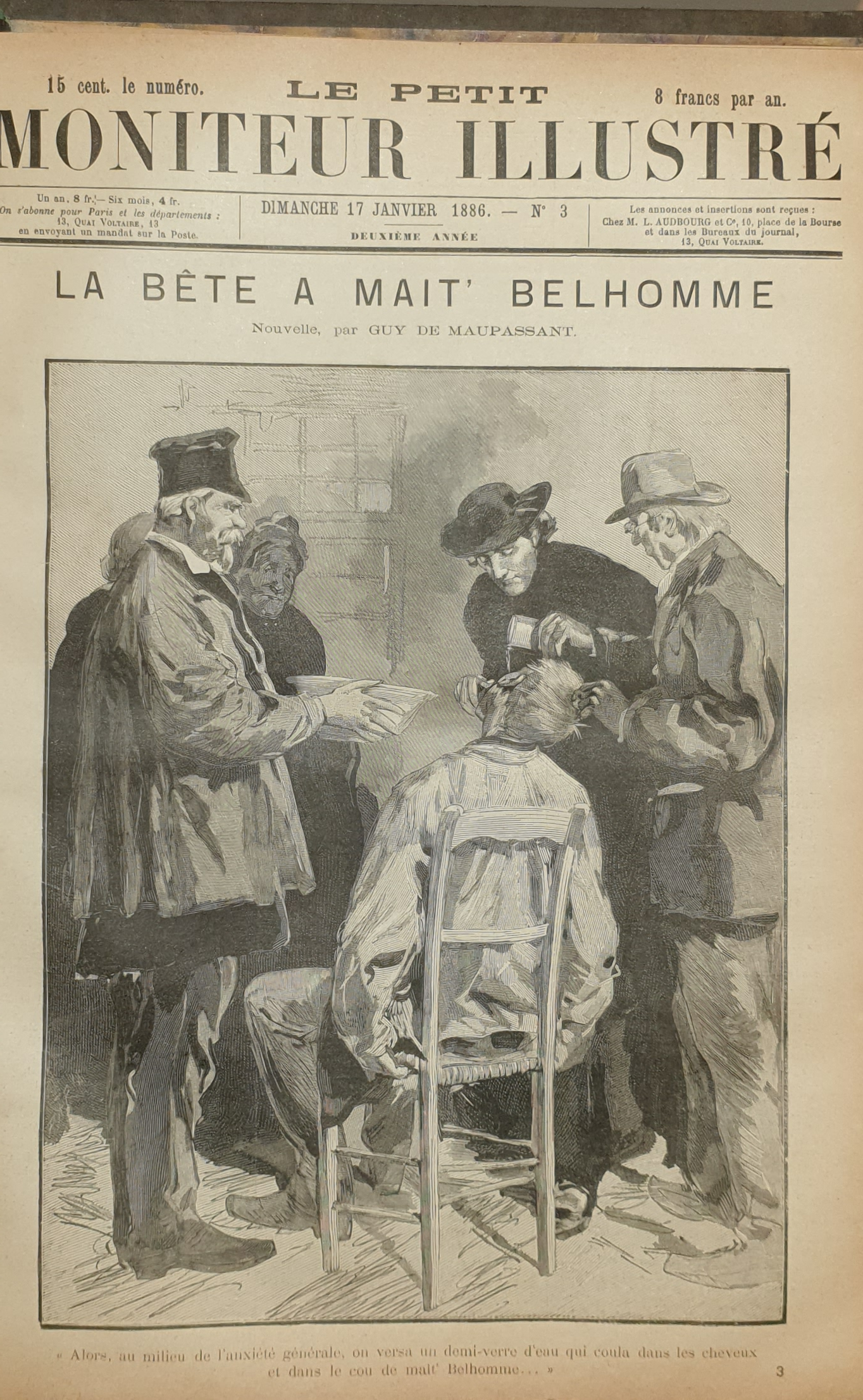
Illustration de la nouvelle de Guy de Maupassant La bête à Mait' Belhomme parue dans le Le Petit Moniteur Illustré du 18 janvier 1886

Mais grâce à Maître Caniveau qui eut l'idée de mélanger de l'eau-de-vie et du vinaigre pour essayer de la noyer, il réussit à la tuer et ils découvrirent quelle bête était dans son oreille.
C'était une puce !

## Éditions
- Gil Blas, 1885
- Monsieur Parent, recueil  paru en 1885 chez l'éditeur Paul Ollendorff.
- Maupassant, Contes et Nouvelles, tome II, texte établi et annoté par Louis Forestier, éditions Gallimard, Bibliothèque de la Pléiade, 1979.